# Frederick Campbell, 3er conde Cawdor
Frederick Archibald Vaughan Campbell, 3er Conde Cawdor, (13 de febrero de 1847 - 8 de febrero de 1911), conocido como vizconde Emlyn de 1860 a 1898, fue un político británico del Partido Conservador. Sirvió brevemente como Primer lord del Almirantazgo entre marzo y diciembre de 1905.

## Antecedentes y educación
Cawdor era el hijo mayor de John Campbell, 2º conde Cawdor, y de su esposa Sarah Mary, hija del General Henry Cavendish. Fue educado en Eton y en la Christ Church de Oxford. Se crio en las fincas familiares del sur de Gales y su mayoría de edad en 1868 fue un acontecimiento importante en la ciudad de Llandeilo. En 1874 fue nombrado teniente adjunto del condado de Inverness.

## Diputado por Carmarthenshire
Cawdor fue miembro del Parlamento por el Partido Conservador en representación de Carmarthenshire de 1874 a 1885. En 1885, el distrito electoral se dividió en dos y Emlyn decidió disputar el nuevo distrito electoral de West Carmarthenshire, aunque la mayor parte de la propiedad familiar se encontraba en la parte este del condado. Sus posibilidades allí parecían ser insignificantes dada la creciente población industrial, que había sido un factor clave en el triunfo del candidato liberal Edward Sartoris en las elecciones generales de 1868. Emlyn se opuso al otro miembro en funciones, el liberal W.R.H. Powell, que tras militar en el Partido Conservador había declarado por primera vez su apoyo a los liberales en las elecciones de 1874. Powell proclamó entonces que tenía el deber con la causa liberal de oponerse a Emlyn.
Se informó que los conservadores confiaban en sus posibilidades en West Carmarthenshire, con el argumento de que era en gran parte un distrito agrícola. Sin embargo, el electorado se había más que duplicado en el condado, y el número de electores en 1885 solo en la División Oeste superaba al total del condado en 1880. La victoria de Powell puso fin a la carrera de Emlyn en la política de Carmarthenshire.

## Carrera política posterior
Obtuvo el título de conde en 1898 y sirvió brevemente con el gobierno de Arthur Balfour como Primer Lord del Almirantazgo. Lord Cawdor participó en la oposición conservadora al presupuesto de Lloyd George de 1909 y en la redacción de resoluciones para la reforma de la Cámara de los Lores en 1910.
También estuvo involucrado en los asuntos locales de Pembrokeshire y, como presidente del Great Western Railway de 1895 a 1905, mejoró enormemente el servicio. En 1904 fue elegido sin oposición como miembro del consejo del condado de Pembrokeshire para representar al distrito de Castlemartin.
Lord Cawdor fue oficial en la Artillería Real de Carmarthen, una unidad de la milicia donde estuvo al mando como teniente coronel desde el 24 de septiembre de 1892 hasta que se retiró el 5 de noviembre de 1902. Durante estos años fue ascendido a coronel y nombrado ayudante de campo del rey Eduardo VII.

## Familia
Lord Cawdor se casó con Edith Georgiana Turnor, hija de Christopher Turnor, el 16 de septiembre de 1868. Tuvieron diez hijos. Murió en febrero de 1911, a la edad de 63 años, y su hijo mayor, Hugh, lo sucedió en el condado. Lady Cawdor murió en 1926.